# Arcyophora trigramma
Arcyophora trigramma är en fjärilsart som beskrevs av George Francis Hampson 1912. Arcyophora trigramma ingår i släktet Arcyophora och familjen trågspinnare. Inga underarter finns listade i Catalogue of Life.